# Onthophagus africanus
Onthophagus africanus là một loài bọ cánh cứng trong họ Bọ hung (Scarabaeidae).